# Apostolska nunciatura v Avstriji
Apostolska nunciatura v Avstriji je diplomatsko prestavništvo (veleposlaništvo) Svetega sedeža v Avstriji, ki ima sedež na Dunaju.
Trenutni apostolski nuncij je Pedro López Quintana.

## Seznam apostolskih nuncijev
- Filippo Sega (1586–1587)
- Antonio Caetani mlajši (1606–1610)
- Carlo Carafa della Spina (13. avgust 1658–1664)
- Antonio Pignatelli del Rastrello (1668–4. maj 1671)
- Francesco Buonvisi (28. julij 1675–1689)
- Gianantonio Davia (26. april 1700–1705)
- Giulio Piazza (15. december 1709–21. julij 1710)
- Giorgio Spínola (26. maj 1713–20. januar 1721)
- Antonio Eugenio Visconti (22. november 1766–1773)
- Giuseppe Garampi (16. marec 1776–20. maj 1776)
- Giovanni Battista Caprara Montecuccoli (1785–11. avgust 1793)
- Luigi Ruffo Scilla (23. avgust 1793–1802)
- Antonio Gabriele Severoli (1802–8. marec 1816)
- Paolo Leardi (23. september 1816–31. december 1832)
- Ugo Pietro Spinola (14. november 1826–1832)
- Pietro Ostini (2. september 1832–11. julij 1836)
- Lodovico Altieri (18. julij 1836–1845)
- Michele Viale-Prelà (7. maj 1845–28. september 1855)
- Antonio Saverio De Luca (9. september 1856–28. december 1864)
- Mariano Falcinelli Antoniacci (14. avgust 1863–1873)
- Luigi Jacobini (27. marec 1874–16. december 1880)
- Serafino Vannutelli (3. december 1880–13. februar 1888)
- Luigi Galimberti (27. april 1887–25. junij 1894)
- Antonio Agliardi (12. junij 1893–1896)
- Emidio Taliani (24. julij 1896–1903)
- Gennaro Granito Pignatelli di Belmonte (4. januar 1904–6. januar 1911)
- Alessandro Bavona (1911–19. januar 1912)
- Raffaele Scapinelli di Leguigno (27. januar 1912–1916)
- Teodoro Valfrè di Bonzo (13. september 1916–6. marec 1920)
- Francesco Marchetti Selvaggiani (4. december 1920–15. december 1922)
- Enrico Sibilia (16. december 1922–1935)
- Gaetano Cicognani (13. junij 1935–16. maj 1938)
- Maurilio Silvani (4. november 1946–22. december 1947)
- Giovanni Battista Dellepiane (12. januar 1949–13. avgust 1961)
- Opilio Rossi (25. september 1961–10. december 1976)
- Mario Cagna (11. maj 1976–4. december 1984)
- Michele Cecchini (4. december 1984–26. april 1989)
- Donato Squicciarini (1. julij 1989–8. oktober 2002)
- Giorgio Zur (8. oktober 2002–26. julij 2005)
- Edmond Y. Farhat (26. julij 2005–14. januar 2009)
- Peter Stephan Zurbriggen 14. januar 2009–30. november 2018)
- Pedro López Quintana (4. marec 2019–danes)